# 叶鹏智
叶鹏智（1971年5月—），男，汉族，本科。曾任广州市盈基智业发展有限公司总经理、广东广铝铝业有限公司董事长兼总裁、广东广铝集团有限公司董事长兼总裁。现任广铝集团有限公司董事长兼总裁。

## 相关言论
2013年1月24日，广州团的叶鹏智在广东省人大十一届一次会议预备会议上的发言被媒体报道后得到网友的广泛关注和批评，叶鹏智认为：
- “官员也有自己的隐私权，就像医生治病，病人的病例是隐私，需要保护。”
- 他建议采取随机抽检的方式公开官员财产，比如可以采取定期“摇号”的办法。
- “我提倡可以向组织申报财产，但不一定对公众公开，越是这样，社会风气越不利于公平公正，要警惕一些人打着‘民意’的旗号搞民粹主义。”
- “要官员公开财产有法律依据吗？全国人大有公布财产公开的法律吗？官员也是人，也有隐私；官员是公仆，不是老百姓的奴隶。”[2]